# ورعبدالله
ورعبدالله، روستایی از توابع بخش مرکزی ، شهرستان بن در استان چهارمحال و بختیاری ایران است این روستا بسیار سرسبز ومراتع بسیار  عالی دارد این روستا هم مرز استان اصفهان هست نرسیده به دوراهی و رعبدالله که جزعی از شهرستان بن هست وروستای بعدی اورگان از توابع استان اصفهان هست مردم این روستا به خاطر کم آبی به استانهای همجوار کوچ کردند ولی درسال ۹۸ تعدادی به روستا برگشتند چندین چاه زدند و دوباره روستا آباد شد اکثر کشت وکارهها درختان میوه وگل محمدی که گلاب گیری بسیار ناب دارد ودیگری کارهای این روستا دامداری پرورش زنبور عسل می باشد ۰

## مردم
این روستا از قشلاقات طایفه باورصاد ایل بختیاری به حساب می آید که در سال های اخیر برخی از خانوار ها دست از کوچ نشینی برداشته و در آنجا سکنا گزیدند.

## جمعیت
این روستا در دهستان وردنجان قرار دارد و براساس سرشماری مرکز آمار ایران در سال ۱۳۸۵، جمعیت آن زیر سه خانوار بوده‌است.